# Музеј уметности Мори
Музеј уметности Мори (森 美術館, Mori Bijutsukan) је музеј савремене уметности, који је основао програмер некретнина Минору Мори (енгл. Minoru Mori, рођен 1934, преминуо 2012) у торњу Ропонги Брда Мори (六本木ヒルズ森タワー, Roppongi Hiruzu Mori Tawā) у комплексу Ропонги Брда којe је изградио у Токију у Јапану. Архитекта ентеријера музејске галерије на 53. спрату куле од 54 спрата у којој је музеј смештен је Ричард Глукман из групе Глукман Мајнер Архитекте (енгл. Gluckman Mayner Architects). 

### Директори музеја
Први директор Музеја уметности Моri био је Давид Елиот (2003-2006), а затим Фумио Нањо (2006-2019). Крајем 2019. године главни кустос Мами Катаока проглашен је за наследника Фумиа Нањоа.

## Изложбе
Музеј не излаже сталну колекцију већ привремене изложбе дела савремених уметника.
Међу уметницима чији су радови изложени у музеју су  Ај Вејвеј, Гохар Дашти, Токуџин Јошиока and Бил Виола.
Оснивач музеја Минору Мори преминуо је у марту 2012. године. Музеј се фокусира на савремену уметност и превасходно излаже дела азијских уметника. Такође садржи МАМ пројекат који самостално излаже у мањем обиму у музејском простору.

### Колекције
Музеј уметности Мори има колекцију која укључује дела 116 уметника; неки од њих су:
- Ај Вејвеј
- Макото Аида
- Јанане Ал-Ани
- Тарек Ал-Гхоусеин
- Поклонг Анадинг
- Цао Феј
- Чим Пом
- Гохар Дашти
- Шилпа Гупта
- Лорен Грасо
- Хо Цу Нјен
- Мако Идемицу
- Такахиро Ивасаки
- Мари Катајама
- Цубаса Като
- Дин Ку Ли
- Ли Бул
- Ли Бен
- Прабхавати Мепајил
- Рјуџи Мијамото
- Марико Мори
- Јун Њујен-Хацушиба
- Јошинори Нива
- Араја Расдјармреарнсок
- Родел Тапаја
- Тромарама
- Цај Чарвеј
- Ванди Ратана
- Ванг Кингсонг
- Чикако Јамаширо
- Мива Јанги
- Хаеге Јанг
- Јин Хјуџен
- Шизука Јокомизо
- Џанг О
- Џоу Тјехај[3]